# جود تیلور
جود تیلور (انگلیسی: Jud Taylor؛ ۲۵ فوریهٔ ۱۹۳۲ – ۶ اوت ۲۰۰۸) بازیگر، تهیه‌کننده تلویزیونی و کارگردان تلویزیونی اهل ایالات متحده آمریکا بود. وی دانش‌آموختهٔ دانشگاه کالیفرنیا، برکلی بود.
از فیلم‌ها یا برنامه‌های تلویزیونی که وی در آن نقش داشته است، می‌توان به فرار بزرگ اشاره کرد.